# U–254
Az U–254 tengeralattjárót a német haditengerészet rendelte a brémai Bremer Vulkan-Vegesacker Werftől,  1939. szeptember 23-án. A hajót 1941. november 8-án állították szolgálatba. Három harci küldetése során három hajót elsüllyesztett. Össztömegük 18 553 tonna volt.

## Pályafutása
A tengeralattjáró 1942. július 14-én futott ki első őrjáratára Kielből. Augusztus 2-án délelőtt megtorpedózta a 358 tonna halat és 200 tonna jeget szállító brit Flora II-t, mintegy kilencven kilométerre Izlandtól délre. A teherhajó hat perc alatt elsüllyedt. A legénység valamennyi tagja túlélte a támadást.
Az U–254 október 3-án rábukkant a sodródó és lángoló Esso Williamsburg tankerre, amelyet korábban az U–211 talált el. A búvárhajó két torpedóval hullámsírba küldte a hajót. Október 9-én a tengeralattjáró rábukkant a brit Pennington Courtra, amely kíséret nélkül, az SC–103-as konvojról leszakadva igyekezett 8494 tonna gabonával és teherautókkal Belfast felé. Az U–254 több torpedót lőtt ki a hajóra, és elsüllyesztette. A teljes legénység, hatvan ember életét vesztette.
1942. december 8-án, a tengeralattjáró harmadik járőrútján, egy konvoj elleni támadás során az U–221 véletlenül legázolta az U–254-et. Negyvenegy tengerész meghalt, négy életben maradt.

## Kapitány
| Név            | Kezdőnap          | Zárónap           |
| -------------- | ----------------- | ----------------- |
| Hans Gilardone | 1941. november 8. | 1942. december 8. |
| Odo Loewe      | 1942. szeptember  | 1942. október     |

## Őrjárat
| Indulás | Indulónap            | Érkezés | Zárónap             |
| ------- | -------------------- | ------- | ------------------- |
| Kiel    | 1942. július 14.     | Brest   | 1942. augusztus 19. |
| Brest   | 1942. szeptember 21. | Brest   | 1942. október 22.   |
| Brest   | 1942. november 21.   | *       | 1942. december 8.   |

* A tengeralattjáró nem érte el úti célját, egy balesetben elsüllyedt

## Elsüllyesztett és megrongált hajók
| Nap                | Hajó              | Nemzetisége        | Vízkiszorítása (brt |
| ------------------ | ----------------- | ------------------ | ------------------- |
| 1942. augusztus 2. | Flora II          | Egyesült Királyság | 1218                |
| 1942. október 3.   | Esso Williamsburg | Egyesült Államok   | 11 237              |
| 1942. október 9.   | Pennington Court  | Egyesült Királyság | 6098                |